# Scharren am Altenhof bei Bettingen
Koordinaten: 49° 56′ 31″ N, 6° 25′ 40″ O
Das Naturschutzgebiet Scharren am Altenhof bei Bettingen liegt im Eifelkreis Bitburg-Prüm in Rheinland-Pfalz. Das 6,7 ha große Gebiet, das im Jahr 1988 unter Naturschutz gestellt wurde, erstreckt sich östlich der Ortsgemeinde Bettingen. Westlich des Gebietes fließt die Prüm und verläuft die Landesstraße L 7. Unweit südlich fließt der Schleidbach.
Schutzzweck ist die Erhaltung der Scharren mit den angrenzenden wertvollen orchideenreichen Halbtrockenrasen, wärmeliebenden Gebüschsäumen und Mischwaldformationen als Lebensraum seltener, in ihrem Bestand bedrohter Tier- und Pflanzenarten, insbesondere Vogel- und Insektenarten.